# WTA de Barcelona
O WTA de Barcelona – ou Barcelona Ladies Open, na última edição – foi um torneio de tênis profissional feminino, de nível WTA International.
Realizado em Barcelona, na Espanha, estreou em 1972 e teve vários hiatos. A última fase ininterrupta durou seis anos. Os jogos eram disputados em quadras de saibro durante o mês de abril.
Depois de 2012, foi substituído pelo WTA de Nuremberg.

## Finais

### Simples
| Ano                                     | Campeã                  | Vice-campeã                 | Resultado     |
| --------------------------------------- | ----------------------- | --------------------------- | ------------- |
| 2012                                    | Sara Errani             | Dominika Cibulková          | 6–2, 6–2      |
| 2011                                    | Roberta Vinci           | Lucie Hradecká              | 4–6, 6–2, 6–2 |
| 2010                                    | Francesca Schiavone     | Roberta Vinci               | 6–1, 6–1      |
| 2009                                    | Roberta Vinci           | Maria Kirilenko             | 6–0, 6–4      |
| 2008                                    | Maria Kirilenko         | María José Martínez Sánchez | 6–0, 6–2      |
| 2007                                    | Meghann Shaughnessy     | Edina Gallovits             | 6–3, 6–2      |
| Torneio não realizado entre 2006 e 1996 |                         |                             |               |
| 1995                                    | Arantxa Sánchez Vicario | Iva Majoli                  | 5–7, 6–0, 6–2 |
| 1994                                    | Arantxa Sánchez Vicario | Iva Majoli                  | 6–0, 6–2      |
| 1993                                    | Arantxa Sánchez Vicario | Conchita Martínez           | 6–1, 6–4      |
| 1992                                    | Monica Seles            | Arantxa Sánchez Vicario     | 3–6, 6–2, 6–3 |
| 1991                                    | Conchita Martínez       | Manuela Maleeva-Fragnière   | 6–4, 6–1      |
| 1990                                    | Arantxa Sánchez Vicario | Isabel Cueto                | 6–4, 6–2      |
| 1989                                    | Arantxa Sánchez Vicario | Helen Kelesi                | 6–2, 5–7, 6–1 |
| 1988                                    | Niége Dias              | Bettina Fulco               | 6–3, 6–3      |
| Torneio não realizado em 1987           |                         |                             |               |
| 1986                                    | Petra Huber             | Laura Garrone               | 7–64, 6–0     |
| 1985                                    | Sandra Cecchini         | Raffaella Reggi             | 6–3, 6–4      |
| Torneio não realizado entre 1984 e 1973 |                         |                             |               |
| 1972                                    | Gail Chanfreau          | Nathalie Fuchs              | 6–1, 6–4      |

### Duplas
| Ano                                     | Campeãs                                            | Vice-campeãs                                       | Resultado          |
| --------------------------------------- | -------------------------------------------------- | -------------------------------------------------- | ------------------ |
| 2012                                    | Sara Errani Roberta Vinci                          | Flavia Pennetta Francesca Schiavone                | 6–0, 6–2           |
| 2011                                    | Iveta Benešová Barbora Záhlavová-Strýcová          | Natalie Grandin Vladimíra Uhlířová                 | 5–7, 6–4, [11–9]   |
| 2010                                    | Sara Errani Roberta Vinci                          | Timea Bacsinszky Tathiana Garbin                   | 6–1, 3–6, [10–2]   |
| 2009                                    | Nuria Llagostera Vives María José Martínez Sánchez | Sorana Cîrstea Andreja Klepač                      | 3–6, 6–2, [10–8]   |
| 2008                                    | Lourdes Domínguez Lino Arantxa Parra Santonja      | Nuria Llagostera Vives María José Martínez Sánchez | 4–6, 7–5, [10–4]   |
| 2007                                    | Nuria Llagostera Vives Arantxa Parra Santonja      | Lourdes Domínguez Lino Flavia Pennetta             | 7–63, 2–6, [12–10] |
| Torneio não realizado entre 2006 e 1996 |                                                    |                                                    |                    |
| 1995                                    | Larisa Neiland Arantxa Sánchez Vicario             | Mariaan de Swardt Iva Majoli                       | 7–5, 4–6, 7–5      |
| 1994                                    | Larisa Neiland Arantxa Sánchez Vicario             | Julie Halard Nathalie Tauziat                      | 6–2, 6–4           |
| 1993                                    | Conchita Martínez Arantxa Sánchez Vicario          | Magdalena Maleeva Manuela Maleeva                  | 4–6, 6–1, 6–0      |
| 1992                                    | Conchita Martínez Arantxa Sánchez Vicario          | Nathalie Tauziat Judith Wiesner                    | 6–4, 6–1           |
| 1991                                    | Martina Navrátilová Arantxa Sánchez Vicario        | Nathalie Tauziat Judith Wiesner                    | 6–1, 6–3           |
| 1990                                    | Mercedes Paz Arantxa Sánchez Vicario               | Sabrina Goleš Patricia Tarabini                    | 76–7, 6–2, 6–1     |
| 1989                                    | Jana Novotná Tine Scheuer-Larsen                   | Arantxa Sánchez Vicario Judith Wiesner             | 6–2, 2–6, 7–63     |
| 1988                                    | Iva Budařová Sandra Wasserman                      | Anna-Karin Olsson Maria Jose Llorca                | 1–6, 6–3, 6–2      |
| Torneio não realizado em 1987           |                                                    |                                                    |                    |
| 1986                                    | Iva Budařová Catherine Tanvier                     | Petra Huber Petra Keppeler                         | 6–2, 6–1           |
| 1985                                    | Petra Delhees Patrícia Medrado                     | Penny Barg Adriana Villagrán                       | 6–1, 6–0           |
| Torneio não realizado entre 1984 e 1973 |                                                    |                                                    |                    |
| 1972                                    | Gail Chanfreau Nathalie Fuchs                      | Michele Gurdal Monique Van Haver                   | 6–4, 6–2           |